# Baru Ara
Baru Ara is een bestuurslaag in het regentschap Toba Samosir van de provincie Noord-Sumatra, Indonesië. Baru Ara telt 1246 inwoners (volkstelling 2010).